# Granja de Rocamora
Granja de Rocamora è un comune spagnolo situato nella comunità autonoma Valenciana.